# Rassekatze
Eine Rassekatze ist eine Katze, die nach den Richtlinien eines felinologischen Dachverbandes (FIFe, WCF, GCCF, CFA, TICA) gemäß einem Rassestandard gezüchtet wurde. Ihre Rassezugehörigkeit wird durch die Ahnentafel bzw. den Stammbaum eines anerkannten Zuchtvereins, in dessen Zuchtbuch sie eingetragen ist, dokumentiert. Der Rassestandard einer Rasse legt die wesentlichen Merkmale fest, die eine Katze einer bestimmten Rasse aufweisen soll, insbesondere diejenigen, welche ihre Angehörigen von Katzen anderer Rassen unterscheidet.
Rassekatzen sind in der Regel über viele Generationen rein gezüchtet, d. h. weder mit anderen Rassen noch mit nicht reinrassigen Katzen gekreuzt. Reinrassig wird eine Rassekatze genannt, wenn sie die wesentlichen Eigenschaften ihrer Rasse (Rassemerkmale) trägt und regelmäßig vererbt und von ebenfalls nachweislich reinrassigen Eltern abstammt.

## Zucht
Das vorherrschende Zuchtverfahren in der Rassekatzenzucht ist die Reinzucht. Durch die Reinzucht bei ständiger Selektion auf die erwünschten Merkmale sind viele Eigenschaften einer Rasse homozygot verankert. Deshalb besteht innerhalb einer Rasse ein hoher Grad der Einheitlichkeit sowohl im Phänotyp als auch im Genotyp. So ist gewährleistet, dass die Nachkommen von Rassekatzen wiederum (mit einer sehr hohen Wahrscheinlichkeit) dem Standard ihrer Rasse entsprechen.
Das im Rassestandard festgelegte Zuchtziel kann gegebenenfalls bei bestimmten Rassen phasenweise auch durch Rassekreuzungen erreicht werden. Dies ist insbesondere bei jungen Rassen, sogenannten Neuzüchtungen möglich. Rassekreuzungen können auch zur Erweiterung des Genpools als Gegenmaßnahme gegen einen zu hohen Inzuchtkoeffizienten und damit zur langfristigen Gesunderhaltung einer Rasse erlaubt werden. Ob und welche Rassekreuzungen bei welcher Rasse für welchen Zeitraum erlaubt sind, regeln die Zuchtverbände. Diese aus einem zielgerichteten Kreuzungszuchtkonzept hervorgegangenen Tiere werden jedoch nicht ins Zuchtbuch, sondern in ein Register (RIEX – Registration Initial et EXperimental) eingetragen und erhalten einen entsprechend gekennzeichneten Stammbaum. Zur Weiterzucht werden nur jene Tiere eingesetzt, welche dem angestrebten Rassestandard weitgehend entsprechen. In weiteren Generationen werden die angestrebten Merkmale genetisch so gefestigt, dass wieder ein hoher Grad der Erblichkeit erreicht wird. Nach mehreren Generationen können die Nachkommen dann ins Zuchtbuch übernommen werden.
Bei den sogenannten Naturrassen, vor allem den Waldkatzenrassen (Sibirische Katze, Norwegische Waldkatze, Maine Coon) ist die Einkreuzung fremder Rassen generell nicht gestattet, da sie in ihrer Ursprünglichkeit bewahrt werden sollen.  Bei diesen Rassen besteht aber die Möglichkeit, Tiere aus der züchterisch unbeeinflussten Ausgangspopulation im Herkunftsland neu in die Zucht zu nehmen, um den Genpool zu erweitern. Auch diese Tiere und ihre Nachkommen erhalten zunächst RIEX-gekennzeichnete Stammbäume.
Eine Rassekatze ist somit das Ergebnis langfristiger, zielgerichteter, vollständig dokumentierter und auch kostenintensiver Zuchtarbeit. Dies begründet ihren höheren (Markt-)Wert im Vergleich zu ähnlich aussehenden Tieren ohne diesen Nachweis.
Eine Katze, deren Herkunft nicht belegbar ist, kann daher nicht als Rassekatze gelten, auch wenn sie phänotypisch eine bestimmte Rassezugehörigkeit vermuten lässt.
In Deutschland gibt es zurzeit über 120 Vereine, die sich der Zucht von Rassekatzen widmen. Sie sind entweder den oben genannten Dachverbänden angeschlossen oder als freie Vereine tätig.

## Geschichte der Rassekatzen
Die geschichtlich junge Zucht von Katzen, d. h. die Katzenzucht, hat seit der ersten Hälfte des 20. Jh. eine ganze Reihe von Rassen aus der Hauskatze herausgezüchtet. Die Mehrzahl der Rassen beruhen auf der systematischen Weiterzucht einer spontan aufgetretenen Mutation, welche Fellfarbe, Fellmuster, Haarlänge, Haarstruktur aber auch (seltener) den Körperbau betreffen kann: z. B. Point-Katzen-Rassen, die Manx-Katze, diverse Rexkatzen oder die Sphynx-Katze. Im Wildstand breiten sich solche Mutanten meist nicht weiter aus, weil ihre besonderen Merkmale einen Nachteil im Überlebenskampf darstellen. Bereits vor der Gründung von Dachorganisationen der Katzenzüchter um die Wende vom 19. zum 20. Jh. manifestierten sich unabhängig von züchterischen Eingriffen innerhalb der Gruppe der Hauskatzen regionale Typen mit solchen besonderen Merkmalen. Beispiele sind im Nahen Osten die Angorakatze, die heutige Norwegische Waldkatze in Skandinavien oder der Typus der Sibirischen Katze in Russland. In der zweiten Hälfte des 20. Jahrhunderts wurden aus diesen Regionaltypen die entsprechenden sogenannten Naturrassen herausgezüchtet.

### Europäische Organisationen
- Rasse-Standards und Rassebeschreibungen der FIFe
- Webseite der WCF
- Rassecodes der GCCF (xls-Datei; 26 kB)
- Rassebeschreibungen der WACC

### Amerikanische Organisationen
- Rasse-Standards und Rassebeschreibungen der CFA
- Rasse-Standards der TICA
- Rasse-Standards und Rassebeschreibungen der AACE
- Rasse-Standards und Rassebeschreibungen der ACFA
- Rassebeschreibungen der CCA (Kanada)

### Sonstiges
- Cat Breeds, Types, Variants by Sarah Hartwell (englisch)
- Online Informationsportal rund um Rassekatzen
- Rassekatzen in der Welt der Katzen
- Katzenrassen - Digitale Katzenfibel
- Katzenrassen Übersicht